# Shichirō Fukazawa
Shichirō Fukazawa (japonès: 深沢 七郎, Fukazawa Shichirō) (Isawa, Prefectura de Yamanashi, 1914 - Saitama, Prefectura de Saitama, 1987). Escriptor i guitarrista japonès. Es donà a conèixer el 1956 amb La balada del Narayama de la qual després hi farien una pel·lícula. Autor també de narracions curtes inspirades en el folklore del seu país, com Les nines de Michinoku, 1980.